# Печенов, Владимир Арсентьевич
Владимир Арсентьевич Печенов (8 ноября 1934, Раздольное, Киргизская ССР — 8 июля 2015, Бишкек) — советский и киргизский учёный, доктор биологических наук (1973), профессор (1978), член-корреспондент НАН Кыргызстана (1993). Заслуженный деятель науки Киргизской Республики (1993).

## Биография
Родился в 1934 году в селе Раздольное (ныне — Качыбек, Иссык-Кульская область), отец погиб на войне в 1943 году.
В 1958 году окончил Киргизский сельскохозяйственный институт. С третьего курса был освобождённым секретарём комитета комсомола института.
В 1959—1961 годах был агрономом свеклосовхоза имени Фрунзе Кантского района. Печенову предлагали возглавить Фрунзенский горком ЛКСМ, но он отказался, выбрав научную деятельность.
Преподавательскую деятельность Печенов начал в марте 1964 года после защиты кандидатской диссертации.
В 1971 году выступил с докладом на I Всесоюзной конференции «Транспорт ассимилянтов растений», прошедшей во Владивостоке.
Работал преподавателем, доцентом, профессором, деканом биологического факультета Киргизского национального университета (1977—1987), с 1990 года заведовал кафедрой ботаники и физиологии растений. Специализировался в сфере физиологии растений. 17 лет подряд был участником ВДНХ СССР и Киргизской ССР.
В 1990—1994 годах избирался депутатом Ленинского районного совета, председателем постоянной комиссии по экологии. В 1994—1999 годах был депутатом Бишкекского городского кенеша, возглавлял постоянную мандатную комиссию, был членом президиума Бишкекской городской комиссии, заместителем председателя по государственным наградам.
Награждён медалями СССР и Кыргызстана. Заслуженный деятель науки Кыргызстана (1993). Академик Международной академии наук Высшей школы (1997). Лауреат премии имени Ж. Баласагына (2000). Почётный профессор Каракольского университета и Кыргызского национального аграрного университета имени К. И. Скрябина. За большой вклад в благоустройство и озеленение Бишкека было присвоено звание почётного гражданина города. Удостоен Почётной грамоты Кыргызской Республики (2001).
Издал свыше 120 научных работ, в том числе шесть монографий, один учебник и восемь брошюр. На его научные работы поступали запросы из США, Австралии, Чехии, Словакии, Болгарии.
Подготовил трёх докторов и четырёх кандидатов наук.
Скончался 8 июля 2015 года, похоронен на Юго-Западном кладбище Бишкека.

## Труды
- Биологические основы высокой продуктивности сахарной свеклы при орошении. Фрунзе, «Кыргызстан», 1979.
- Физиолого-биохимические особенности и продуктивность орошаемой сахарной свеклы (в соавторстве). Фрунзе, «Илим», 1982.
- Плодородие мелиорированных почв Киргизии и урожай (в соавторстве). Фрунзе, «Илим», 1988.
- Окружающий мир глазами биолога. Бишкек, «Полиглот», 1998.
- Основы вирусологии. Бишкек, КГНУ, ИИМОП, 2000.